# 黃宗潔
黃宗潔（英語：Cathy Huang Tsung-chieh），是一位台灣學者和文學評論家，主要研究當代港台文學和動物倫理，曾出版《孤絕之島：後疫情時代的我們》等研究現代華文文學的論著，以及《牠鄉何處》、《就算牠沒有臉》等探討動物書寫和倫理學的書籍，曾分別獲得2017和2021年度的Openbook好書獎。
黃於2006年獲得國立台灣師範大學國文學系博士，並自2007年起於國立東華大學中文系任教，先後擔任華文文學系助理教授和副教授，自2019年2月起升任為華文系教授。其姊為國立臺灣大學外國語文學系教授黃宗慧。